# Ла-Ліга 2005—2006

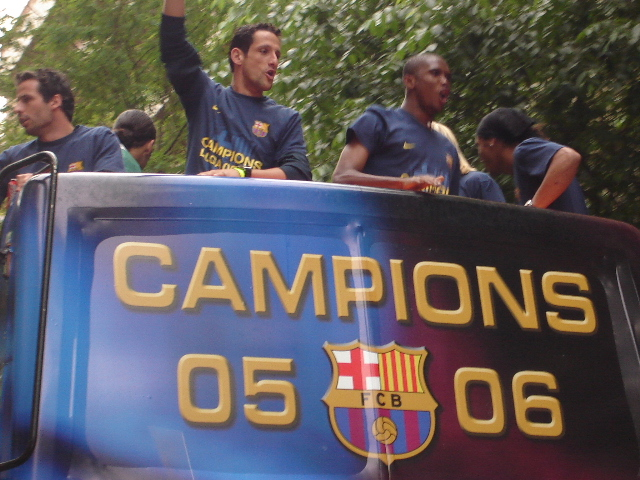
Футболісти «Барселони» святкують перемогу в сезоні

Сезон 2005–2006 в Ла Лізі — футбольне змагання у найвищому дивізіоні чемпіонату Іспанії, що проходило між 27 серпня 2005 та 20 травня 2006 року. Став 75-м турніром з моменту заснування Ла Ліги. Участь у змаганні взяли 20 команд, у тому числі 3 команди, які попереднього сезону підвищилися у класі з Сегунди. За результатами сезону 17 команд продовжили виступи в елітному дивізіоні, а три найгірших клуби вибули до Сегунди.
Переможцем турніру стала «Барселона», яка здобула свій 18-й трофей національної першості. Інтрига щодо чемпіона країни зникла задовго до завершення сезону, «Барселона» відсвяткувала свій черговий чемпіонський титул за декілька турів до його кінця та фінішувала з 12-очковим відривом від переслідувачів. Натомість до останнього дня точилася боротьба за інші призові міста, у підсумку відрив срібного призера, мадридського «Реала», від «Севільї», що зайняла п'яте місце, склав усього два очки.
| Чемпіон Іспанії 2005—2006 |
| ------------------------- |
| «Барселона» 18-й титул    |

## Підсумкова турнірна таблиця
|                                            |     | Турнірна таблиця 2005-06 | О  | І  | В  | Н  | П  | М+ | М- | РМ  |
| ------------------------------------------ | --- | ------------------------ | -- | -- | -- | -- | -- | -- | -- | --- |
| Чемпіон Іспанії · Вийшов до Ліги Чемпіонів | 1.  | «Барселона»              | 82 | 38 | 25 | 7  | 6  | 80 | 38 | +47 |
| Вийшов до Ліги Чемпіонів                   | 2.  | «Реал Мадрид»            | 70 | 38 | 20 | 10 | 8  | 70 | 40 | +30 |
| Вийшов до Ліги Чемпіонів                   | 3.  | «Валенсія»               | 69 | 38 | 19 | 12 | 7  | 58 | 33 | +25 |
| Вийшов до Ліги Чемпіонів                   | 4.  | «Осасуна»                | 68 | 38 | 21 | 5  | 12 | 49 | 43 | +6  |
|                                            | 5.  | «Севілья»                | 68 | 38 | 20 | 8  | 10 | 54 | 39 | +15 |
|                                            | 6.  | «Сельта Віго»            | 64 | 38 | 20 | 4  | 14 | 45 | 33 | +12 |
|                                            | 7.  | «Вільярреал»             | 57 | 38 | 14 | 15 | 9  | 50 | 39 | +11 |
|                                            | 8.  | «Депортіво» (Ла-Корунья) | 55 | 38 | 15 | 10 | 13 | 47 | 45 | +2  |
|                                            | 9.  | «Хетафе»                 | 54 | 38 | 15 | 9  | 14 | 54 | 49 | +5  |
|                                            | 10. | «Атлетіко» (Мадрид)      | 52 | 38 | 13 | 13 | 13 | 45 | 37 | +8  |
|                                            | 11. | «Сарагоса»               | 46 | 38 | 10 | 16 | 12 | 46 | 51 | -5  |
|                                            | 12. | «Мальорка»               | 43 | 38 | 10 | 13 | 15 | 37 | 51 | -14 |
|                                            | 13. | «Атлетик» (Більбао)      | 42 | 38 | 10 | 12 | 15 | 38 | 46 | -6  |
|                                            | 14. | «Бетіс»                  | 42 | 38 | 10 | 12 | 16 | 34 | 51 | -17 |
|                                            | 15. | «Еспаньйол»              | 41 | 38 | 10 | 12 | 16 | 36 | 56 | -20 |
|                                            | 16. | «Реал Сосьєдад»          | 40 | 38 | 11 | 7  | 20 | 48 | 65 | -17 |
|                                            | 17. | «Расінг» (Сантандер)     | 40 | 38 | 9  | 13 | 16 | 36 | 49 | -13 |
| Вибув до Сегунди                           | 18. | «Алавес»                 | 39 | 38 | 9  | 12 | 17 | 35 | 54 | -19 |
| Вибув до Сегунди                           | 19. | «Кадіс»                  | 36 | 38 | 8  | 12 | 18 | 36 | 52 | -16 |
| Вибув до Сегунди                           | 20. | «Малага»                 | 24 | 38 | 5  | 9  | 24 | 36 | 68 | -32 |

## Бомбардири

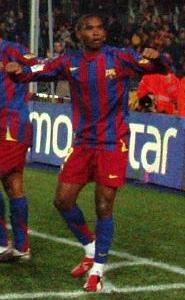
Найкращий бомбардир сезону Самуель Ето'о.

Найкращим бомбардиром Прімери сезону 2005—06 став нападник чемпіона країни, «Барселони», камерунець Самуель Ето'о, який записав до свого активу 26 голів. 
Найкращі бомбардири сезону:
|  | Голів | Бомбардир           | Команда                  |  |
|  | ----- | ------------------- | ------------------------ |  |
|  | 26    | Самуель Ето'о       | «Барселона»              |  |
|  | 25    | Давід Вілья         | «Валенсія»               |  |
|  | 17    | Рональдіньо         | «Барселона»              |  |
|  | 15    | Дієго Міліто        | «Сарагоса»               |  |
|  | 14    | Рональдо            | «Реал Мадрид»            |  |
|  | 13    | Фернандо Байано     | «Сельта Віго»            |  |
|  | 13    | Фернандо Торрес     | «Атлетіко» (Мадрид)      |  |
|  | 12    | Хуан Роман Рікельме | «Вільярреал»             |  |
|  | 12    | Дієго Трістан       | «Депортіво» (Ла-Корунья) |  |
|  | 12    | Евертон             | «Сарагоса»               |  |
|  |       |                     |                          |  |

## Рекорди сезону
- Найбільше перемог: «Барселона» (25)
- Найменше поразок: «Барселона» (6)

- Найкраща атака: «Барселона» (80 забито)
- Найкращий захист: «Валенсія» та «Сельта Віго» (33 пропущено)
- Найкраща різниця голів: «Барселона» (+47)

- Найбільше нічиїх: «Сарагоса» (16)
- Найменше нічиїх: «Сельта Віго» (4)

- Найменше перемог: «Малага» (5)
- Найбільше поразок: «Малага» (24)

- Найгірша атака: «Бетіс» (34 забито)
- Найгірший захист: «Малага» (68 пропущено)
- Найгірша різниця голів: «Малага» (-32)